# Radečtí z Radče
Radečtí z Radče (též Radetzky) jsou stará česká vladycká rodina, která později povýšila do panského a hraběcího stavu. Původně sídlili v tvrzi Radeč severně od Nového Bydžova.

## Historie
Zmínky o předkovi rodu se objevují ve 14. století: měl čtyři syny. Jeden z nich, Václav z Radče, působil v duchovních úřadech v Řezně, Olomouci a Praze. Stal se pátým ředitelem staveb pražského Chrámu sv. Víta, pod jehož vedením byly položeny základy k chrámové lodi. Byl také iniciátorem přenesení ostatků svatého Vojtěcha do chrámu.
Vnukové Václavova bratra Alberta založili čtyři větve rodu: drželi Radeč, Kříčov, Lánov či Radostov. Tři z těchto linií vymřely v 17. století. Radečská větev, která vydržela nejdéle, proslavila celý rod. Kryštof konfiskací po stavovském povstání přišel o Radostov, který ovšem koupila jeho manželka zpět. Jejich syn Jan Jiří na Sedlčansku koupil Třebnice, Tvoršovice, působil jako hejtman vltavského kraje. V roce 1648 byl povýšen do panského stavu.
Václav Leopold Jan povýšil v roce 1764 do hraběcího stavu. Příslušníci rodu většinou sloužili ve vojsku. Johann Ernst Gottlieb († 1784) byl evangelickým teologem, působil mj. jako učitel v Těšíně a superintendent v Olešnickém knížectví.
Počátkem 20. století rod žil v Badenu.

## Maršál Radecký
Nejznámějším členem rodu je zřejmě Josef Václav Antonín Radecký z Radče (1766–1858), polní maršál a nejvyšší velitel rakouských císařských vojsk. Vynikl v bojích proti Turkům, Napoleonovi, účastnil se bitvy u Wagramu. Sestavil spojenecký plán bitvy u Lipska, velel rakouské armádě v Lombardsku a Benátsku. Povýšil do hodnosti polního maršálka a podílel se na vojenských reformách. Velel rakouským vojskům v bitvě u Custozzy, Mostary a Novary. V třiaosmdesáti letech porazil vojska sardinského krále. Zemřel v roce 1858 v Miláně.

## Erb
V erbu nosili rýč, jemuž se dříve říkalo radlička. Toto mluvící znamení stojí ve štítu rozděleném na červené a modré pole.

## Příbuzenstvo
Spojili se s Beřkovskými, Malovci, Příchovskými, Vratislavy z Mitrovic i Ledeckými z Ledče.